# Gresswiller
Gresswiller (Greßweiler o Gressweiler in tedesco, Grasswiller in alsaziano) è un comune francese di 1 650 abitanti situato nel dipartimento del Basso Reno nella regione del Grand Est.

## Società

### Evoluzione demografica
Abitanti censiti